# Karl Gruber (general)
Karl Gruber, avstrijski general in pravnik, * 21. september 1878, Praga, † 15. marec 1958, Dunaj.